# Hotel Windsor (Manhattan)
El Hotel Windsor estaba ubicado en 575 Fifth Avenue (en la esquina de East 47th Street ) en Manhattan, Nueva York (Estados Unidos). El hotel de siete pisos abrió sus puertas en 1873, en un momento en que la residencia hotelera se estaba volviendo popular entre los ricos, y se anunciaba como "el hotel más cómodo y hogareño de Nueva York". Se quemó en un incendio en 1899 con gran pérdida de vidas.

## Incendio
El día de San Patricio de 1899, mientras la gente se reunía abajo para ver el desfile, un incendio destruyó el hotel en 90 minutos. Supuestamente, el fuego comenzó cuando alguien arrojó un fósforo sin apagar por la ventana de un segundo piso y el viento lo sopló contra las cortinas de encaje.
Dora Duncan, que dirigía una clase de baile en el hotel en ese momento, logró poner a salvo a sus alumnos, incluida su hija, Isadora.  Abner McKinley, el hermano del presidente McKinley, que estaba afuera cuando sonó la alarma, entró y rescató a su esposa e hija discapacitada.
Los bomberos, algunos de ellos todavía con sus uniformes de gala del desfile, realizaron rescates heroicos, pero la multitud los obstaculizó; el fuego se movió demasiado rápido para que llegaran a todas las ventanas con escaleras y la presión del agua era inadecuada. Murieron casi 90 personas (los cálculos varían), y numerosos cuerpos aterrizaron en el pavimento; algunas personas cayeron cuando las cuerdas de escape quemaron sus manos, mientras que otras saltaron ante el riesgo de perecer en el incendio. El operador del hotel, Warren F. Leland, no pudo identificar a su hija de 20 años, Helen, que había saltado desde el sexto piso.
The New York Times del día siguiente presentó los titulares "Windsor Hotel Lies in Ashes" y "The Hotel a Fire Trap". El comisionado de bomberos, Hugh Bonner, culpó a la construcción del hotel por la rápida propagación del fuego: no tenía los muros transversales que para 1899 exigía la ley. Según algunos informes, las escaleras de incendios pronto se calentaron demasiado para usarlas; otras cuentas afirman que no había dichas escaleras. El incendio del Hotel Windsor fue la inspiración para John Kenlon, quien luego se convirtió en jefe de bomberos pero fue teniente en 1899, para convertirse en uno de los defensores más enérgicos de un sistema de hidrantes de alta presión en Nueva York, que finalmente se instaló en 1907.

## Secuelas
Los cuerpos de 31 de las víctimas no identificadas fueron enterrados en el cementerio Kensico en Valhalla. El 9 de octubre de 2014 se inauguró un monumento en su honor.
Durante unos meses después del incendio, el terrateniente, Elbridge Gerry, alquiló el sitio para vallas publicitarias. En 1901 construyó el Windsor Arcade, un edificio ornamental de tiendas de lujo. Fue demolido en la década de 1910; los edificios que lo reemplazaron también han sido demolidos. Los dos rascacielos que ahora ocupan el sitio, en 565 y 575 Fifth Avenue, no tienen placa ni marcador de la tragedia.

## Galería

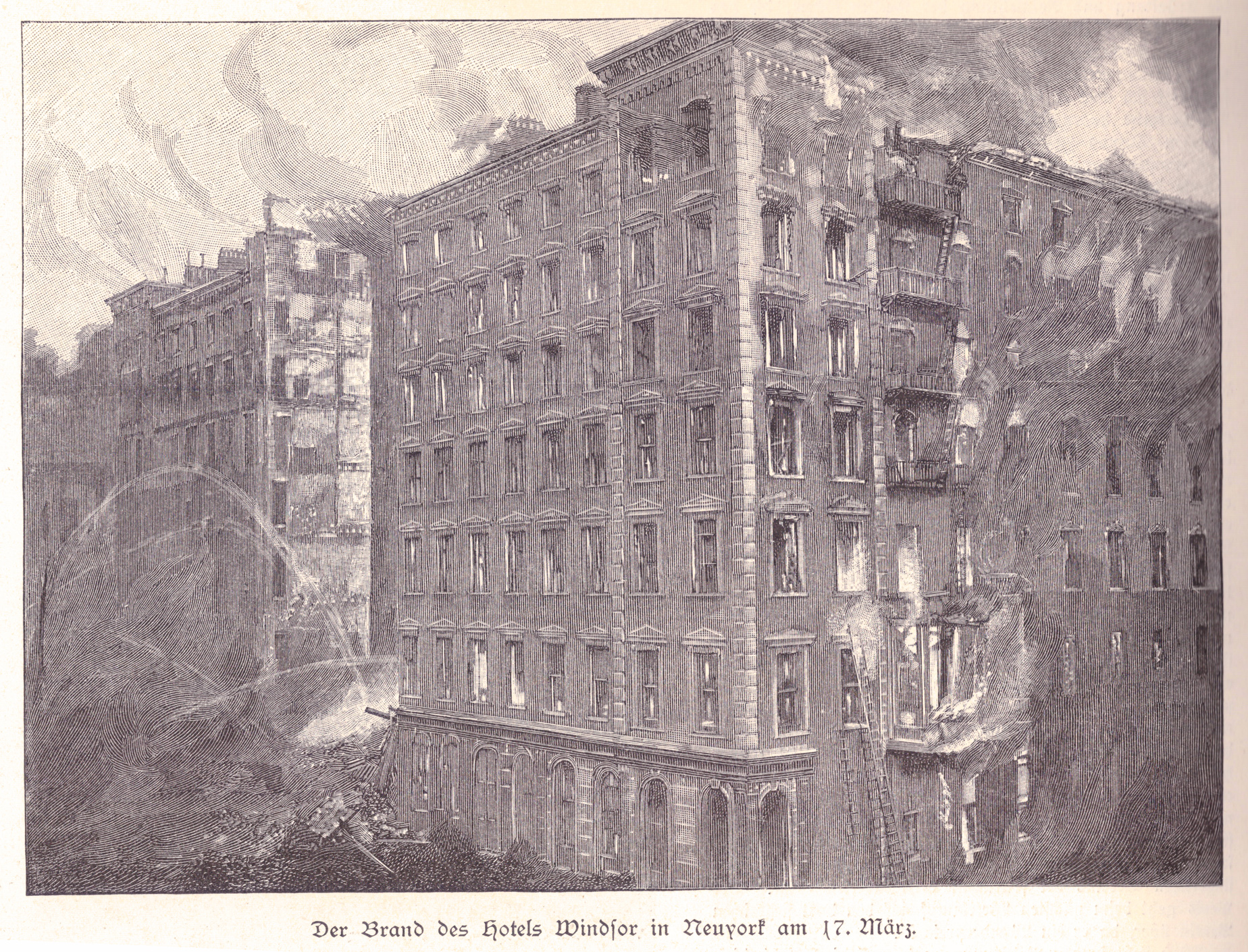
Ilustración del incendio de 1899
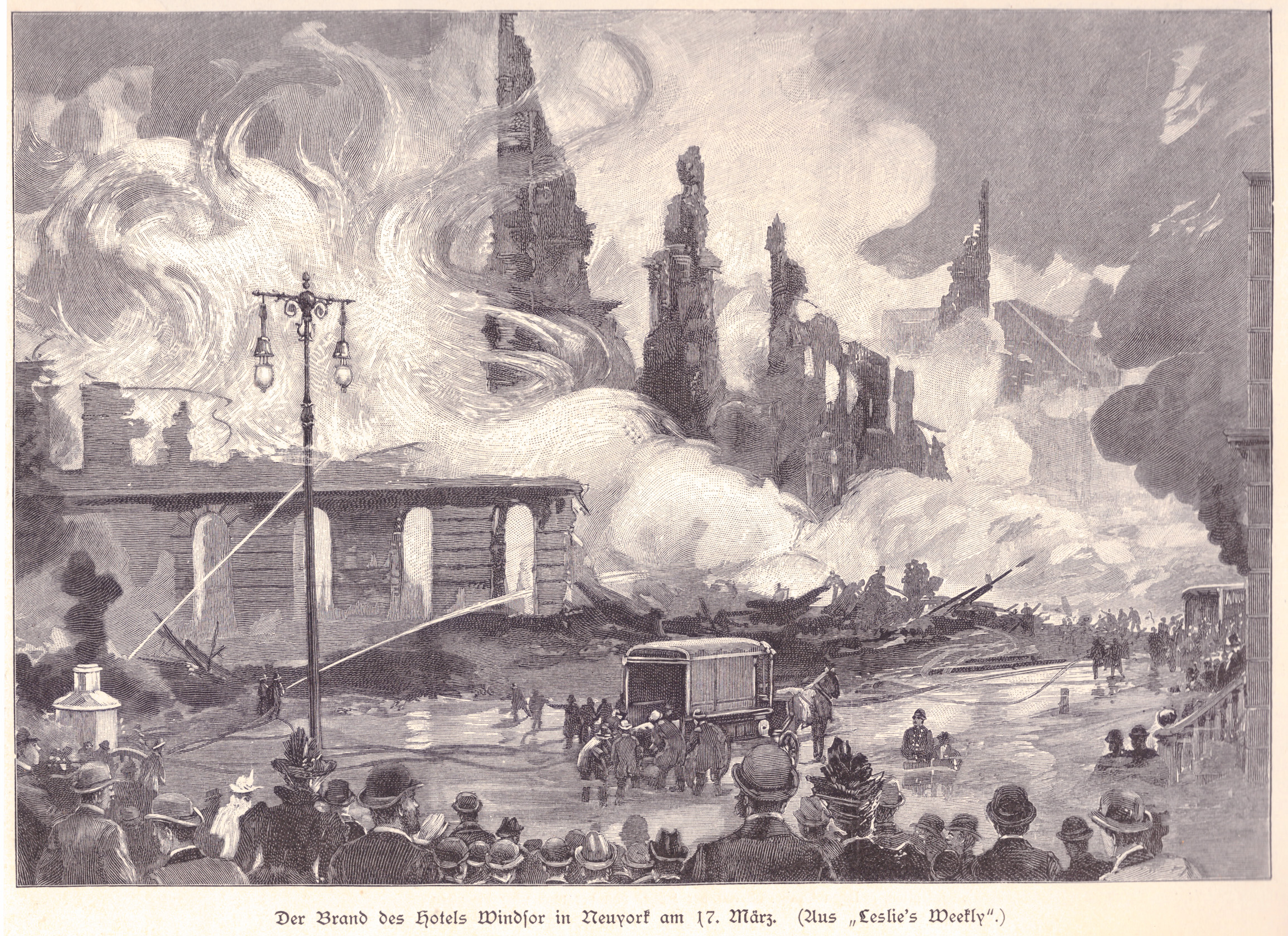
Ilustración del incendio de 1899
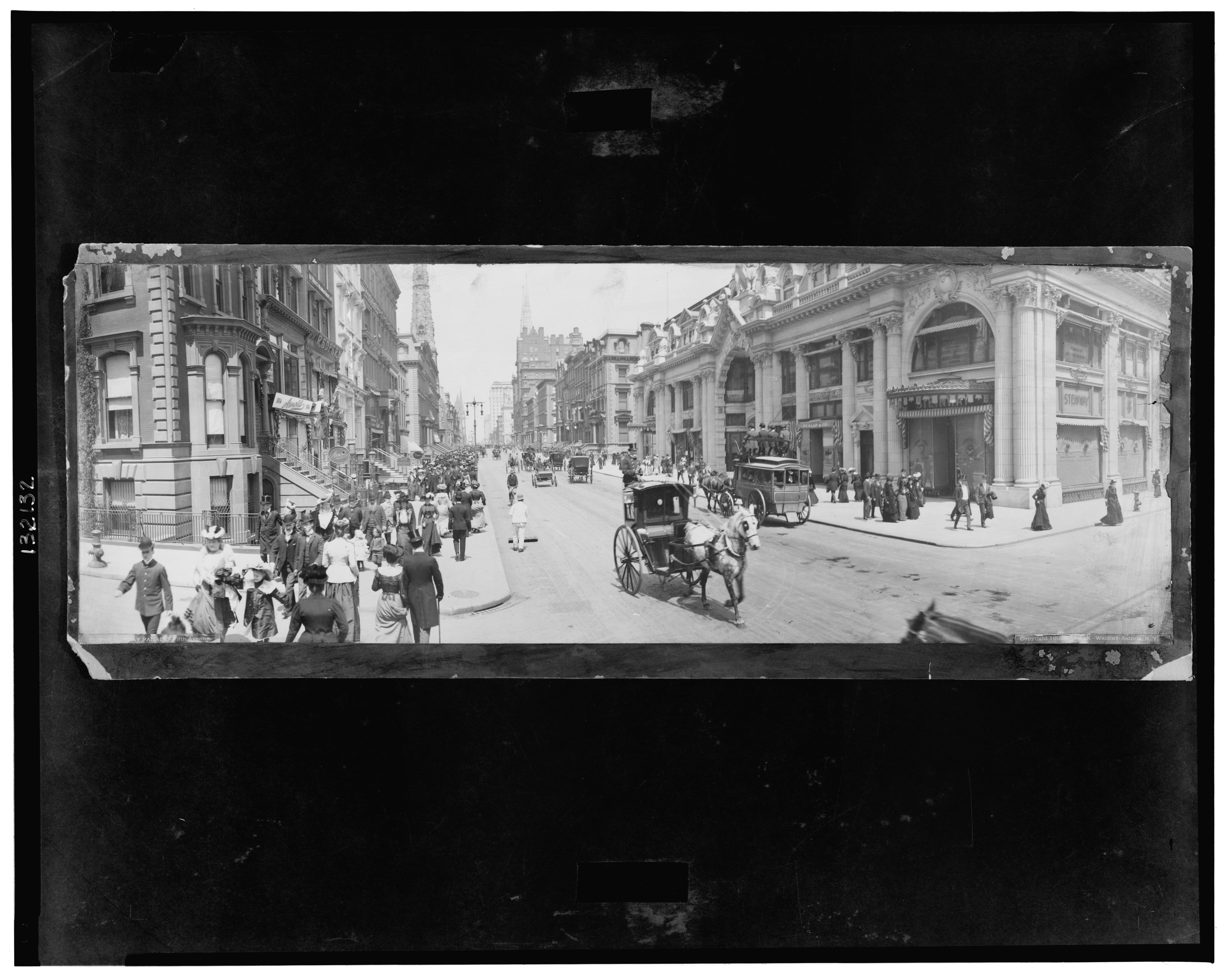
Galería Windsor en 1902 (edificio a la derecha)
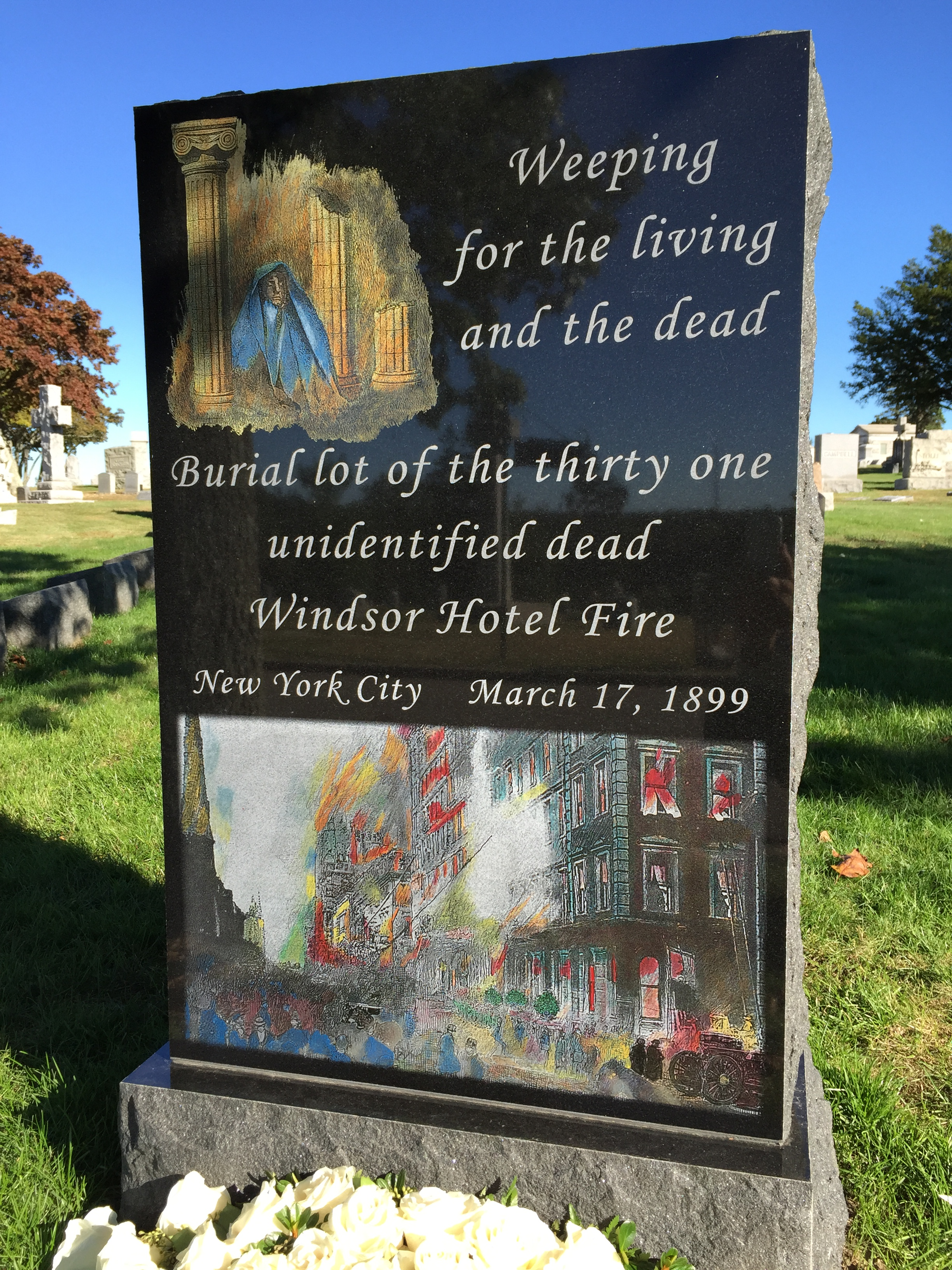
Monumento en el cementerio de Kensico